# Mecz Gwiazd PLK 2005
Mecz Gwiazd Polskiej Ligi Koszykówki 2005 – towarzyski mecz koszykówki rozegrany 29 stycznia 2005 w Pruszkowie. W spotkaniu wzięli udział czołowi zawodnicy najwyższej klasy rozgrywkowej w Polsce. Spotkanie gwiazd odbyło się w konwencji Północ - Południe. Przy okazji spotkania rozegrano także konkursy rzutów za 3 punkty oraz wsadów. 
Na zawodników mających wziąć udział w spotkaniu głosowali fani, za pośrednictwem strony ebl.pl. Po raz pierwszy w historii imprezy można było głosować również na zawodniczki z żeńskiej ekstraklasy. Po dwie z najwyższą liczbą głosów dołączały do obu składów gwiazd.
Przed rozpoczęciem spotkania głównego sędziowie wyrzucili w trybuny trzy piłki tenisowe. Widzowie, którzy szczęśliwie je złapali dostali szansę wygrania telefonu komórkowego wraz z wartym 1000 złotych z doładowaniem od firmy PTC Era. Warunkiem zdobycia nagrody miał być celny rzut z połowy boiska. W rezultacie udało się to jednemu z uczestników konkursu. 
Tytuł Najlepszego Klubu Kibica przypadł w udziale fanom Turowa Zgorzelec, którzy to przybyli na bardzo licznie na mecz gwiazd, tworząc znakomita atmosferę. 
Podczas imprezy wyłoniono najlepszy zespół cheerleders, została nim ekipa Quest z warszawskiej Polonii.

## Wybrani w głosowaniu
PÓŁNOC – Eric Elliot, Otis Hill, Eric Taylor (Polonia Warszawa), Tomas Pacesas, Goran Jagodnik, Istvan Nemeth, Tomas Masiulis, Adam Wójcik (Prokom Trefl Sopot), Rafał Frank, Wojciech Majchrzak (Czarni Słupsk), John Thomas (Polpharma Starogard), Paweł Wiekiera (Astoria Bydgoszcz), Małgorzata Dydek, Denna Nolan (Lotos Gdynia) 
Trenerzy drużyny Północy: Eugeniusz Kijewski, Jacek Winnicki, Katarzyna Dydek
POŁUDNIE – Gintaras Kadziulis, Robert Witka (Anwil Włocławek), Michael Watson, Radosław Hyży, Ryan Randle, Robert Skibniewski (Deichmann Śląsk), Dominik Czubek (Znicz Pruszków), Mujo Tuljković, Michael Ansley (Platinium Wisła Kraków), Brandon Brown, Adrian Penland (Noteć Inowrocław), Agnieszka Szott (AZS PWSZ Gorzów) – zastąpiła ją Beata Krupska – Tyszkiewicz (AZS Poznań), Shanonn Johnson (Wisła Can-Pack Kraków)
Trenerzy drużyny Południa: Andrej Urlep, Jacek Gembal
Spośród wybranych w głosowaniu nie wystąpiła Agnieszka Szott (AZS PWSZ Gorzów), jej miejsce w składzie Południa zajęła Beata Krupska-Tyszkiewicz (AZS Poznań). Przed samym spotkaniem miejscami w drużynach zostały zamienione Tyszkiewicz i Nolan.

## Konkurs rzutów za 3 punkty
Uczestnicy konkursu: Goran Jagodnik, Gintaras Kadžiulis, Michael Watson, Wojciech Majchrzak, Shannon Johnson. Do finału dotarli Kadziulis oraz Watson. Zwycięzcą został ten pierwszy, trafiając 9 z 15 rzutów. 

## Konkurs wsadów
W konkursie wsadów wzięli udział: Michał Krajewski, Michael Watson oraz dwie kobiety Małgorzata Dydek i Shannon Johnson. Zwycięzcą został Krajewski.
Spotkanie wygrała drużyna Południa, pokonując Północ 118–115. 
- MVP – Gintaras Kadžiulis
- Zwycięzca konkursu wsadów – Michał Krajewski
- Zwycięzca konkursu rzutów za 3 punkty – Gintaras Kadžiulis

## Składy
| Północ – 115              | Północ – 115      | Północ – 115        | Północ – 115 | 118 – Południe     | 118 – Południe       | 118 – Południe               | 118 – Południe |
| Zawodnik                  | Kraj              | Klub                | Pkt          | Zawodnik           | Kraj                 | Klub                         | Pkt            |
| ------------------------- | ----------------- | ------------------- | ------------ | ------------------ | -------------------- | ---------------------------- | -------------- |
| John Thomas               | Stany Zjednoczone | Polpharma Starogard | 29           | Radosław Hyży      | Polska               | Deichmann Śląsk Wrocław      | 19             |
| Goran Jagodnik            | Słowenia          | Prokom Trefl Sopot  | 12           | Michael Watson     | Stany Zjednoczone    | Deichmann Śląsk Wrocław      | 19             |
| Eric Taylor               | Stany Zjednoczone | Polonia Warszawa    | 12           | Gintaras Kadžiulis | Litwa                | Anwil Włocławek              | 14             |
| Adam Wójcik               | Polska            | Prokom Trefl Sopot  | 10           | Brandon Brown      | Stany Zjednoczone    | Noteć Inowrocław             | 12             |
| Rafał Frank               | Polska            | Czarni Słupsk       | 8            | Michael Ansley     | Stany Zjednoczone    | Platinium Wisła Kraków       | 11             |
| Tomas Pačėsas             | Litwa             | Prokom Trefl Sopot  | 7            | Mujo Tuljković     | Bośnia i Hercegowina | Platinium Wisła Kraków       | 11             |
| Eric Elliott              | Stany Zjednoczone | Polonia Warszawa    | 7            | Ryan Randle        | Stany Zjednoczone    | Deichmann Śląsk Wrocław      | 9              |
| Otis Hill                 | Stany Zjednoczone | Polonia Warszawa    | 6            | Robert Witka       | Polska               | Anwil Włocławek              | 7              |
| Paweł Wiekiera            | Polska            | Astoria Bydgoszcz   | 6            | Robert Skibniewski | Polska               | Deichmann Śląsk Wrocław      | 6              |
| István Németh             | Węgry             | Prokom Trefl Sopot  | 5            | Deanna Nolan       | Stany Zjednoczone    | Lotos Gdynia (PLKK)          | 5              |
| Wojciech Majchrzak        | Polska            | Czarni Słupsk       | 4            | Dominik Czubek     | Polska               | Znicz Pruszków (II liga)     | 3              |
| Tomas Masiulis            | Litwa             | Prokom Trefl Sopot  | 4            | Shannon Johnson    | Stany Zjednoczone    | Wisła Can-Pack Kraków (PLKK) | 2              |
| Małgorzata Dydek          | Polska            | Lotos Gdynia (PLKK) | 4            | Adrian Penland     | Stany Zjednoczone    | Noteć Inowrocław             | 0              |
| Beata Krupska-Tyszkiewicz | Polska            | AZS Poznań (PLKK)   | 2            |                    |                      |                              |                |